# Джелін Кауф
Джелін Кауф (англ. Jaelin Kauf, нар. 26 вересня 1996) — американська фристайлістка, срібна призерка Олімпійських ігор 2022 року, призерка чемпіонатів світу.

## Олімпійські ігри
| Рік  | Місто                     | Могул |
| ---- | ------------------------- | ----- |
| 2018 | Пхьончхан, Південна Корея | 7     |
| 2022 | Пекін, Китай              | 2     |

## Чемпіонат світу
| Рік  | Місто                  | Могул | Паралельний могул |
| ---- | ---------------------- | ----- | ----------------- |
| 2017 | Сьєрра-Невада, Іспанія | 21    | 3                 |
| 2019 | Парк-Сіті, США         | 6     | 2                 |
| 2021 | Алмати, Казахстан      | 8     | 12                |
| 2023 | Бакуріані, Грузія      | 2     | 2                 |

## Кубок світу
| Сезон   | Дата            | Місце проведення             | Дисципліна        | Місце |
| ------- | --------------- | ---------------------------- | ----------------- | ----- |
| 2015–16 | 6 лютого 2016   | Дір-Веллі, США               | паралельний могул | 3     |
| 2016–17 | 4 лютого 2017   | Дір-Веллі, США               | паралельний могул | 3     |
| 2016–17 | 19 лютого 2017  | Озеро Тазава, Японія         | паралельний могул | 1     |
| 2017–18 | 21 грудня 2017  | Тайву, Китай                 | могул             | 1     |
| 2017–18 | 22 грудня 2017  | Тайву, Китай                 | могул             | 2     |
| 2017–18 | 10 січня 2018   | Дір-Веллі, США               | могул             | 2     |
| 2017–18 | 11 січня 2018   | Дір-Веллі, США               | могул             | 1     |
| 2017–18 | 18 березня 2018 | Межев, Франція               | паралельний могул | 1     |
| 2018–19 | 15 грудня 2018  | Тайву, Китай                 | могул             | 1     |
| 2018–19 | 16 грудня 2018  | Тайву, Китай                 | паралельний могул | 1     |
| 2018–19 | 12 січня 2019   | Калгарі, Канада              | могул             | 3     |
| 2018–19 | 24 лютого 2019  | Озеро Тазава, Японія         | паралельний могул | 2     |
| 2019–20 | 15 грудня 2019  | Тайву, Китай                 | паралельний могул | 2     |
| 2019–20 | 8 лютого 2020   | Дір-Веллі, США               | паралельний могул | 3     |
| 2019–20 | 1 березня 2020  | Шимбулак, Казахстан          | паралельний могул | 1     |
| 2019–20 | 7 березня 2020  | Красноярськ, Росія           | паралельний могул | 3     |
| 2020–21 | 5 грудня 2020   | Рука, Фінляндія              | могул             | 2     |
| 2020–21 | 13 грудня 2020  | Ідре, Швеція                 | паралельний могул | 2     |
| 2021–22 | 12 березня 2022 | К'єза-ін-Вальмаленко, Італія | паралельний могул | 3     |
| 2021–22 | 19 березня 2022 | Межев, Франція               | паралельний могул | 3     |
| 2022–23 | 27 січня 2023   | Сен-Ком, Канада              | могул             | 3     |
| 2022–23 | 2 лютого 2023   | Дір-Веллі, США               | могул             | 2     |
| 2022–23 | 4 лютого 2023   | Дір-Веллі, США               | паралельний могул | 2     |

Оновлення 19 лютого 2023.